# San Alejo
San Alejo é um município localizado no departamento de La Unión, em El Salvador.